# Caza de Hâsbaïya
Caza de Hâsbaïya (arabiska: قضاء حاصبيا) är ett distrikt i Libanon.   Det ligger i guvernementet Nabatiye, i den södra delen av landet, 60 kilometer söder om huvudstaden Beirut.
Omgivningarna runt Caza de Hâsbaïya är i huvudsak ett öppet busklandskap. Runt Caza de Hâsbaïya är det ganska tätbefolkat, med 86 invånare per kvadratkilometer.